# Peinture-émail
Pour les articles homonymes, voir émail.

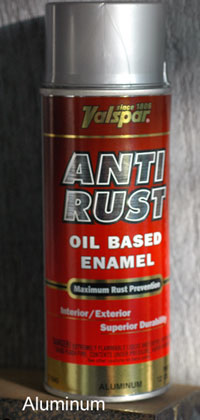
Spray de peinture-émail

La peinture-émail est un type de peinture résistante et généralement brillante. Elle est notamment utilisée dans le domaine du maquettisme.

## Utilisations et catégories de peinture-émail
- Peinture-émail pour sol – Peut être utilisé pour le béton, les escaliers, les sous-sols, les porches et les patios.
- Peinture-émail à séchage rapide - Peut sécher dans les 10 à 15 minutes suivant l'application. Utilisé pour les réfrigérateurs, les comptoirs et autres finitions industrielles.
- Peinture-émail haute température – Peut être utilisé pour les moteurs, les freins à disque, le pot d'échappement des véhicules et les barbecues.
- Vernis à ongles - le vernis pour colorer les ongles est également appelé émail et il existe de nombreuses variétés pour un séchage rapide, une rétention de la couleur, une rétention de la brillance, etc.
- La peinture-émail est aussi utilisée pour ses propriétés anti-corrosion.
- Utilisation sur le bois pour le rendre résistant aux intempéries grâce aux propriétés imperméabilisantes et imputrescibles de l'émail. Généralement, les surfaces traitées durent beaucoup plus longtemps et sont beaucoup plus résistantes à l'usure que les surfaces non traitées.
- Construction de modèles réduits – Xtracolor et Humbrol, par exemple, sont des marques britanniques grand public. La peinture pour modèle Colourcoats est une marque de haute qualité avec des couleurs militaires précises et authentiques. Testors, société américaine, propose les marques Floquil, Pactra, Model Master et Testors.